# Зигфрід (граф Люксембургу)
Зигфрід I (нім. Siegfried; 919 або 922 — 28 жовтня 998) — 1-й граф Люксембурзький в 963—998 роках. Засновник династії Люксембург-Арденн (Старший Люксембурзький дім).

## Життєпис
Походив з Арденнського дому. Молодший син Вігеріха, пфальцграфа Лотарингії, та Кунігунди з династії Каролінгів. Народився, за різними відомостями, 919 або 922 року. Отримав від батька землі в Фулені, Моннеріхі, Руссі, Бернкастелі.
950 року оженився з представницею впливового ельзаського роду Етіхонідів. Того ж року стає світським абатом монастиря Ехтернах.
З 958 року боровся за володіння Боде поблизу монастиря Ставло. Втім 959 року абат монастиря Верінфрід, побоюючись амбіцій Зиґфріда, викупив Боде. Слідом за цим Зиґфрід звернув увагу на долину річки Альзет, де став розширювати свої володіння. Невдовзі обміняв у монастиря Св. Максиміна в Трірі скелясті землі Луцилінбургук (в перекладі мале укріплене місто) з околицями та права користування річкою Альзет на володіння Фулен. Угоду завірили Бруно, герцог Лотарингії та архієпископ Кельна, Генріх I Бабенберг, архієпископ Тріру, Фрідріх, віцегерцог Верхньої Лотарингії.
У 963 року вперше письмово згадується замок і місцечко Луцилінбургук (в подальшому відоме як Люксембург). Зиґфрід при цьому використовував титул графа, але відносно до себе як власника різних володінь (власне офіційний титул графа Люксембурга впроваджено вперше за Вільгельма I). У 964 або 965 році після смерті брата Гізельберта успадкував графство Арденненгау. В цей же час отримав графство Мозельгау та придбав в Трірського архієпископства землі з монадноком навколо Саарбургу.
Зберігав вірність імператорам Оттону I і Оттону II. 983 року після смерті останнього воював на боці його вдови й регентші Феофано проти Лотаря I, короля Франції за місто-фортецю Верден. Але в березні 985 року потрапив у полон, де перебував до смерті Лотаря у 986 році, після чого втік до своїх володінь.
Остання письмова згадка про Зигфріда відноситься до 997 року. Помер 998 року. Йому спадкував старший син Генріх I.

## Родина
Дружина — Гедвіга, донька Ебергарда IV Етіхоніда, графа Нордгау.
Діти:
- Генріх (964—1026) — граф Люксембургу, герцог Баварії
- Ліутгарда (д/н—після 1005) — дружина Арнульфа, граф Голландії
- Зигфрід (д/н—після 985)
- Фрідріх (д/н—1019) — граф Мозельгау
- Дітріх (д/н—1047) — єпископ Меца
- Кунігунда (бл. 975—1033) — дружина Генріха II, імператора Священної Римської імперії
- Альберада (д/н—після 1040)
- Гізельберт (д/н—1004) — граф Арденненгау
- Адальберон (д/н — бл. 1037) — контр-архієпископ Тріра
- Єва (д/н — після 1040) — дружина Герхарда III Матфридінга, графа Меца
- Ірментруда — абатиса
- донька — дружина графа Титмара